# خواهران کیائو

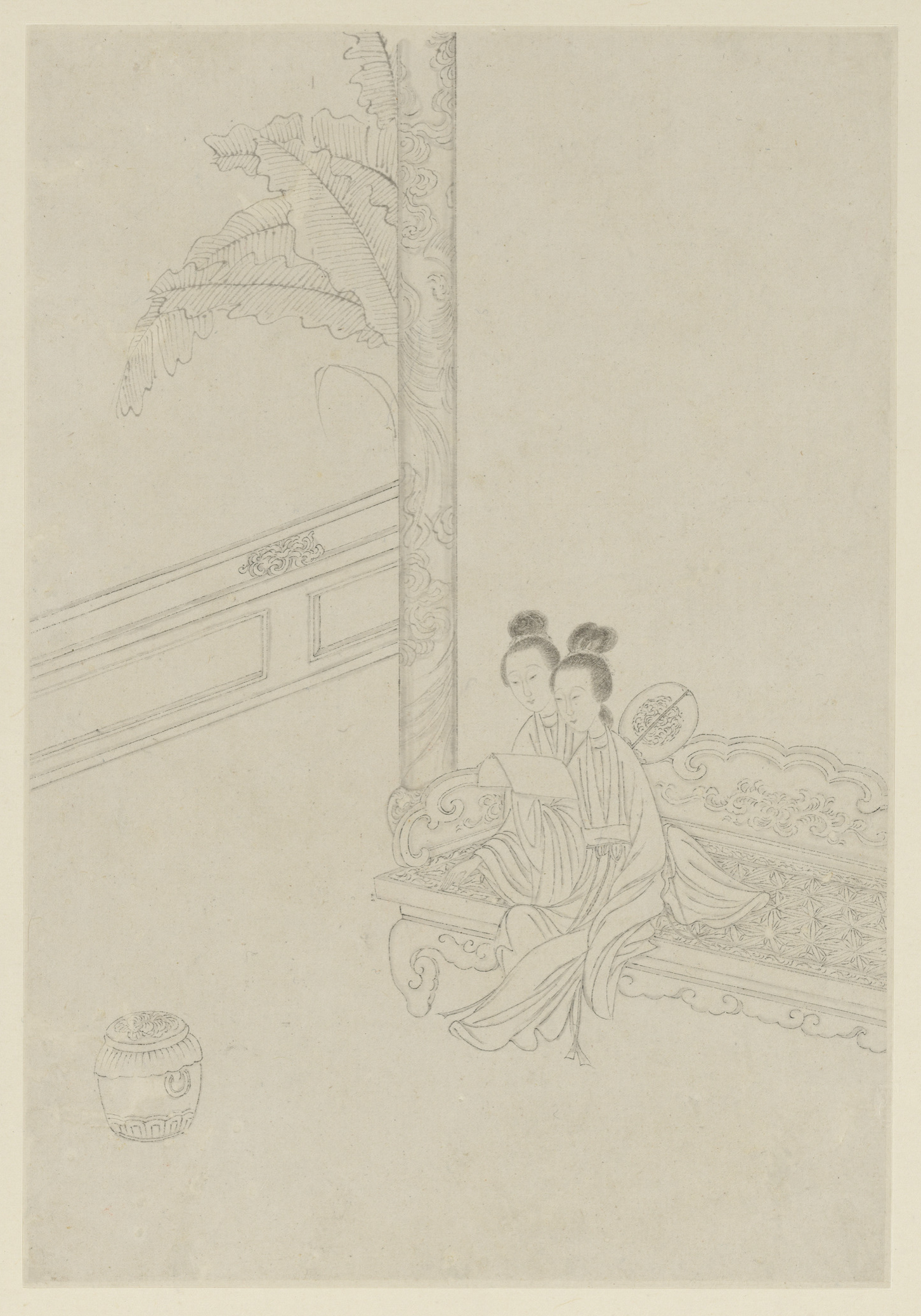
خواهران کیائو، همان‌طور که توسط گای چی، ۱۷۹۹ نقاشی شده‌است

دو کیا و جیانگ دونگ دو خواهر از خانواده کیائو بودند که در اواخر سلسله هان شرقی چین زندگی می‌کردند. در داستان‌های غیرتاریخی، دو کیائو خواهرانی با زیبایی استثنایی بودند که محور نبرد صخره‌های سرخ، یکی از تأثیرگذارترین نبردهای دوره سه پادشاهی بودند. سائو سائو، صدراعظم سلسله هان شرقی، علاقه‌مند به داشتن این دو خواهر توصیف شده‌است، تا جایی که نیت اش در شعر پسرش "قصیده سکوی گنجشک برنزی " (銅雀臺賦) مشهود بود. در نتیجه ژو یو از جیانگدونگ را به جنگ با سائو سائو سوق داد. 